# 그라즈단스카야 오보로나

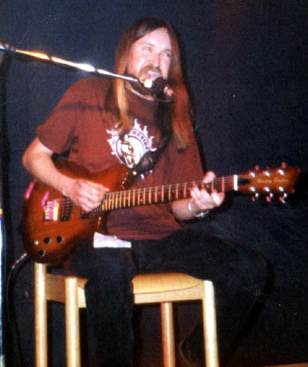
2000년 뉘른베르크 공연

그라즈단스카야 오보로나(러시아어: Гражданская оборона)는 초기 러시아의 펑크 록 밴드이다. 밴드의 러시아어 이름은 민방위라는 뜻을 가지고 있지만, 약어 ГрОб에는 관이라는 뜻도 있다.
예고르 레토프가 1984년 12월 이 밴드를 세웠다. 그 시점에 러시아 지하 음악의 활동이 왕성했다. 키노 같은 록 그룹들이 인기를 끌었지만, 펑크 록 장르는 그때 처음 소개되었다.
소련 붕괴 시점에 그들은 반-소비에트 밴드로 비쳐졌다. 예고르 레토프는 가사에서 군대, 독재, 소비에트 시스템, 아프가니스탄 전쟁을 비판하였다. 그것이 이 밴드의 노래가 검열당했던 이유 중 하나이다. 그래서 레토프와 멤버들은 숨어서 녹음 작업을 하였다. 한편 이 와중에도 몇몇 록 축제에서 공연을 가진 적이 있다.
그들의 노래는 기타, 간단한 베이스, 타악기 및 레토프의 음성으로 이루어져 있다. 80년대 후반의 목소리를 많이 담고 있다. 지금도 많은 가수들이 트리뷰트 앨범을 내고 있다.
또한 그룹의 리더 예고르 레토프는 소련 붕괴 이후 사회주의자를 자칭하며 Родина(조국) 등의 노래를 발매했다.
예고르 레토프는 2008년 2월 14일에 사망하였다.